# Bill Tilden
William Tatem »Bill« Tilden II, ameriški tenisač in teniški trener, * 10. februar 1893, Philadelphia, ZDA, † 5. junij, 1953, Los Angeles, ZDA.
Bill Tilden je nekdanja številka ena na moški teniški lestvici in zmagovalec desetih posamičnih turnirjev za Grand Slam, še petkrat pa je zaigral v finalu, ob tem pa je osvojil enajst turnirjev za Grand Slam v konkurenci dvojic. Rekordnih sedemkrat je osvojil Nacionalno prvenstvo ZDA, trikrat pa Prvenstvo Anglije. Na turnirjih za Amatersko prvenstvo Francije se je dvakrat uvrstil v finale, na turnirjih za Prvenstvo Avstralije pa ni tekmoval. V petnajstih finalih se je kar sedemkrat pomeril z Billom Johnstonom, ki ga je šestkrat premagal. Sedem let je držal položaj vodilnega na moški teniški lestvici. V konkurenci moških dvojic je petkrat osvojil Nacionalno prvenstvo ZDA in enkrat Prvenstvo Anglije, v konkurenci mešanih dvojic pa štirikrat Nacionalno prvenstvo ZDA in enkrat Amatersko prvenstvo Francije. Leta 1959 je bil sprejet v Mednarodni teniški hram slavnih.

## Finali Grand Slamov posamično (15)

### Zmage (10)
| Leto | Turnir                       | Nasprotnik v finalu | Rezultat finala          |
| 1920 | Prvenstvo Anglije            | Gerald Patterson    | 2-6, 6-2, 6-3, 6-4       |
| 1920 | Nacionalno prvenstvo ZDA     | Bill Johnston       | 6-1, 1-6, 7-5, 5-7, 6-3  |
| 1921 | Prvenstvo Anglije (2)        | Brian Norton        | 4-6, 2-6, 6-1, 6-0, 7-5  |
| 1921 | Nacionalno prvenstvo ZDA (2) | Bill Johnston       | 6-1, 6-3, 6-1            |
| 1922 | Nacionalno prvenstvo ZDA (3) | Bill Johnston       | 4-6, 3-6, 6-2, 6-3, 6-4  |
| 1923 | Nacionalno prvenstvo ZDA (4) | Bill Johnston       | 6-4, 6-1, 6-4            |
| 1924 | Nacionalno prvenstvo ZDA (5) | Bill Johnston       | 6-1, 9-7, 6-2            |
| 1925 | Nacionalno prvenstvo ZDA (6) | Bill Johnston       | 4-6, 11-9, 6-3, 4-6, 6-3 |
| 1929 | Nacionalno prvenstvo ZDA (7) | Francis Hunter      | 3-6, 6-3, 4-6, 6-2, 6-4  |
| 1930 | Prvenstvo Anglije (3)        | Wilmer Allison      | 6-3, 9-7, 6-4            |

### Porazi (5)
| Leto | Turnir                           | Nasprotnik v finalu | Rezultat finala          |
| 1918 | Nacionalno prvenstvo ZDA         | Lindley Murray      | 6-3, 6-1, 7-5            |
| 1919 | Nacionalno prvenstvo ZDA (2)     | Bill Johnston       | 6-4, 6-4, 6-3            |
| 1927 | Amatersko prvenstvo Francije     | René Lacoste        | 6-4, 4-6, 5-7, 6-3, 11-9 |
| 1927 | Nacionalno prvenstvo ZDA (3)     | René Lacoste        | 11-9, 6-3, 11-9          |
| 1930 | Amatersko prvenstvo Francije (2) | Henri Cochet        | 3-6, 8-6, 6-3, 6-1       |